# Логачев, Юрий Азарьевич
Юрий Азарьевич Логачев (11 октября 1954, Москва — 30 марта 2013, Москва) — русский художник, реставратор.

## Биография
Родился 11 октября 1954 года в Москве, в семье рабочего и служащей. Мать, Капиталина Матвеевна Логачева, — секретарь-машинистка. Отец, Азарий Иванович Логачев, — автослесарь.
Рисовал с детства. Уступив просьбам сына, родители отдали его в художественную школу. За «Натюрморт с клубникой» получил приз на международном конкурсе детского рисунка в Канаде. В 1972 г. окончил московскую среднюю общеобразовательную школу № 62.
Во время службы в Советской Армии был художником-оформителем, киномехаником. Окончил Московское художественное училище памяти 1905 года по специальности «художник-реставратор». Работал во Всероссийском художественном научно-реставрационном центре имени И. Э. Грабаря. Член Творческого союза художников России.
В восьмидесятые годы переезжает жить в Ригу, работает сторожем в порту. Рижский период весьма продуктивен в творческом плане, именно тогда создана программная картина «Горка» («Добрый пастырь»), открывшая в его творчестве период, который сам художник определял как «магический реализм».
- 1994—1995 — возвращение в Москву, работа-послушание в Пафнутьево-Боровском монастыре; создание икон для иконостасов и Раки Святого Пафнутия (перевезена в Калугу).

Выставки:
- 1993—1996 — Галерея «Мир Искусств»,
- 1995 — Дом Скульптора,
- 1996 — Центральный Дом Литераторов,
- 1996—1998 — Весенние и Осенние выставки на Малой Грузинской (Московский горком художников-графиков),
- 1999 — Госдума.

С начала двухтысячных много болеет, переносит инфаркт миокарда, получает инвалидность, но продолжает создавать новые картины.
30 марта 2013 г. скончался от острой сердечной недостаточности. Похоронен на Донском кладбище в Москве.

## Работы
Работы находятся в частных коллекциях России, Швеции, Германии, Финляндии, США и Южной Кореи.
Список произведений:
- «Автопортрет в юности» (конец 1960-х);
- «Богоматерь с младенцем» (кафельная мозаика) (середина 1980-х);
- «Добрый пастырь» («Горка») (около 1987);
- «НЛО над Вельяминово» (конец 1980-х);
- «Живописный цикл „Призраки новой Москвы“» (середина — конец 1990-х):
  - «Рыбы и восстановление святыни» («Строительство храма Христа-Спасителя»),
  - «Ледяной воин на бывшей Поклонной горе»,
  - «Тень Маршала Жукова, уходящая в стену Исторического музея»,
  - «Черная машина» («Машина смерти»);
- «Венера» (1997);
- «Мост в усадьбе „Середниково“» (1999);
- «Лермонтовский вяз» («Усадьба „Середниково“») (1999);
- «Окно в Зеленограде» (1999);
- «Ночь в Зеленограде» (1999);
- «Единорог» (конец 1990-х);
- «Зима» (начало — середина 2000-х);
- «Дом в лесу» (начало — середина 2000-х);
- «Ночная аллея в пансионате „Дружба“» (2001);
- «Вязы над Ворей» (2003);
- «Сентябрь (речка Самородинка)» (2007);
- «Осень в Тропарёвском лесу» (2009);
- «Исток речки Самородинки» (2010);
- «Озеро Бросно» (2013, не окончена).